# Лечебна дилянка
Лечебна дилянка (Valeriana officinalis), още известно като валериана, е вид тревисто растение от семейство Дилянкови (Valerianaceae).

## Описание
Многогодишно тревисто растение с вертикално късо коренище. Подземните части са със силна характерна миризма. През първата година се образува листна розетка, а през втората и следващите – единични или по няколко цветоносни стъбла, които са кухи, цилиндрични, надлъжно набраздени, покрити с власинки или голи, високи 100 – 120 cm. Стъблените листа са срещуположни, нечифтоперести, с елиптични, ланцетни или линейни дялове, които са целокрайни или назъбени. Цветовете са събрани в многоцветни сложни щитовидни съцветия по върховете на стъблото и разклоненията му. Чашката е с 5 (до 15) слабо изразени зъбчета; венчето е 5-листно, бледорозово до бяло, тръбесто; тичинките са 3. Плодът е сух, едносеменен. Цъфти през май-юни, плодоноси през юни-юли. Расте по влажни и сухи ливади, край брегове на реки и потоци, канавки, сипеи, в храсталаци и просветлени гори – до 1700 m надморска височина из цялата страна.

## История
Валерианата се използва като лечебно растение още от древни времена, най-ранни данни за което има от Древна Гърция и Рим. Хипократ пръв описва нейните свойства, а Гален по-късно започва да я предписва като лек срещу безсъние. В средновековна Швеция често бива слагана в сватбените дрехите на младоженеца, за да отблъсква „завистта“ на елфите. През шестнайсети век анабаптистът реформатор Пилграм Марпек предписва чай от дилянка на болна жена.

## Биологично активни вещества
Съдържа етерично масло (0,5 – 2 %) съдържащо свободни и естерно свързани монотерпени и сесквитерпени, също естери на алкохолите борнеол, миртенол, и p-цимол с мравчена, оцетна, маслена и изовалерианова киселина. От естерите най-голямо е количеството на борнилизовалерианат. Съдържат се още валепотриати (0,5 – 1,2 %) - валтрат, изовалтрат, дихидровалтрат и др.; двупръстенни сесквитерпени – валеренова, ацетоксивалеренова киселина и балдринал; алкалоиди от монотерпенов тип (0,01 – 0,05 %) - актинидин.

### Използваема част
Употребяват се подземните органи на растението. Дрогата включва яйцевидно цилиндрично сиво-кафяво коренище с многобройни дълги сиво-кафяви корени, дебели 1 – 3 mm. Има силна характерна миризма и леко горчив вкус. Събира се през октомври-ноември.

### Механизъм на действие
Поради историческата употреба на дилянката като седативно, антиконвулсантно, противомигренозно и обезболяващо, повечето научни изследвания биват провеждани в посока на взаимодействието на валериановите съставки с ГАМК-ергичните рецептори в централната нервна сиситема. Тези изследвания обаче остават неубедителни и изискват независимо потвърждение. Механизмът на действие на екстракта от валериана като цяло, а и в частност като слаб седатив, остава неизвестен. Биологично активните вещества в екстракта показват известен афинитет към ГАМКА рецепторите, които представляват основна мишена на лекарства от класа на бензодиазепините.
Дилянката също съдържа изовалтрат, който представлява обратен агонист на А1 аденозиновите рецептори. Най-вероятно това действие не допринася за седативния ефект на растението, който би бил проявен по-скоро от агонист отколкото от обратен агонист, в точно това определено свързващо място.

## Действие и приложение

### Действие
Смята се, че валерианата успокоява централната нервна система, подобрява съня, действа противогърчово, спазмолитично.
Според други автори, въпреки че валерианата е утвърдено средство в народната медицина, използвано за лечение на безсъние, няма убедителни доказателства за нейната ефективност за тази цел. Валерианата не помага при синдрома на неспокойните крака или при тревога.  Доказателствата за ефективността и безопасността на валерианата при тревожни разстройства са недостатъчни.

### Приложение
Традиционно валерианата се прилага при неврози, повишена възбудимост на нервната система, безсъние, хистерия, климактерични нервни смущения, начална хипертония, при спазми на стомашно-чревния тракт и на жлъчните пътища.
Европейската агенция по лекарствени средства (EMA) е одобрило здравни изисквания (Health claim), съгласно които валерианата може се използва като традиционно билково лекарство, за облекчаване на леко нервно напрежения и помощ при заспиване; EMA заявява, че, въпреки недостатъчните клинични изследвания, нейната ефективност под формата на изсушен екстракт се счита за вероятна.

### Странични ефекти
Макар че е изпитано и обичайно безвредно средство, приложението на валерианата изисква внимание при свръхчувствителни индивиди. При продължителна ѝ употреба или предозиране могат да се получат признаци като замайване, сънливост, храносмилателни смущения и увеличаване на кръвосъсирването.

## Интересни факти
- Необикновено свойство на валерианата е, че етеричното масло от коренището ѝ съдържа веществото актинидин, което действа по необичаен начин на домашните и на другите котки. Това вероятно е поради сходството на актинидина с веществото 3-меркапто-3-метилбутан-1-ол, което се съдържа в котешката урина.

- Аминокиселината валин е кръстена на името на това растение.